# Saison 2008 des Dragons catalans
Troisième saison de Super League pour les Dragons catalans.

## Résumé
Une nouvelle saison et de nouvelles ambitions pour Mick Potter et ses protégés. Au niveau de l'équipe, l'entraîneur repart sur les mêmes bases que la saison passée en recrutant seulement deux joueurs, l'Australien Dane Carlaw et l'international français Olivier Elima. Ajoutez à ceux-là deux jeunes joueurs venus de l'Union Treiziste Catalane (la réserve du club), Jean-Philippe Baile et Florian Quintilla.
Après la finale de Challenge Cup disputée au Stade Wembley la saison précédente, le club fait beaucoup parler de lui outre-Manche. Hasard ou coïncidence, les dirigeants décident de changer le logo du club.
Avec seulement deux saisons à son actif, le club a pour objectif les playoffs de Super League. Mission accomplie pour l'entraîneur le plus sollicité de Super League. Les Dragons finiront la saison régulière à une étonnante 3e place, avec 16 victoires, 2 nuls et 9 défaites.
En Cup, les Catalans iront jusqu'en 1/8 de finale et quitteront la compétition par une déculottée des Bulls de Bradford 46 à 16.
Le billet pour les playoffs en poche, c'est avec la rage au ventre que les Dragons se présenteront au premier match. Ils ne feront qu'une bouchée des Wolves de Warrington, les pulvérisant 46 à 8.
Les Catalans joueront le match suivant contre les Warriors de Wigan à domicile. C'est avec énormément d'envie que les Catalans entameront ce match. Les deux équipes se quitteront à la pause sur un score très serré. Mais le destin en veut autrement et, au retour des vestiaires, les Warriors vont étriller les Dragons et remporter leur ticket pour la 1/2 finale sur le score de 50 à 26.
C'est la fin d'un rêve mais la saison des internationaux ne s'arrête pas là, 12 des joueurs catalans seront convoqués par John Monie, le sélectionneur de l'équipe de France, afin de disputer la Coupe du monde en Australie à partir du 25 octobre 2008.
Quant à Mick Potter, élu entraîneur de l'année de Super League, il ne pourra résister à l'appel des Saints de Saint Helens et quittera le club en fin de saison. Pour l'exercice 2009, il sera remplacé par Kevin Walters.
Le club est reçu pour 3 années supplémentaires en Super League.

## Bilan
- Super League : 3e place.
- Playoffs : 1/4 de finale.
- Challenge Cup : 1/8 de finale.

## Récompense
- Mick Potter : Élu entraîneur de l'année de Super League.
- Clint Greenshields : Élu dans l'équipe type de Super League.
- Thomas Bosc : Meilleur passeur de Super League avec 27 passes décisives.

## Affluence
- Affluence moyenne : 8 376 spectateurs.
- Plus forte affluence : 9 880 spectateurs.
- Moins forte affluence : 6 225 spectateurs.

## Transfert
- Arrivées :
  -  Dane Carlaw (Brisbane Broncos ).
  -  Olivier Elima (Wakefield Wildcats ).
  -  Jean-Philippe Baile (Union treiziste catalane ).
  -  Florian Quintilla (Union treiziste catalane ).

- Départs :
  -  David Berthezène (Union treiziste catalane ).
  -  Olivier Charles (Villeneuve XIII Rugby League ).
  -  Adel Fellous (Lézignan Corbières Rugby League ).
  -  Stacey Jones (Retraite).
  -  Luke Quigley.
  -  Lionel Teixido (Palau XIII ).